# Pelegrina proxima
Pelegrina proxima là một loài nhện trong họ Salticidae.
Loài này thuộc chi Pelegrina. Pelegrina proxima được Elizabeth Maria Gifford Peckham & George William Peckham miêu tả năm 1901.